# Epidendrum wendtii
Epidendrum wendtii là một loài thực vật có hoa trong họ Lan. Loài này được Hágsater & Salazar mô tả khoa học đầu tiên năm 1999.